# Penthe javana
Penthe javana is een keversoort uit de familie winterkevers (Tetratomidae). De wetenschappelijke naam van de soort werd in 1912 gepubliceerd door Maurice Pic.